# Găng tay

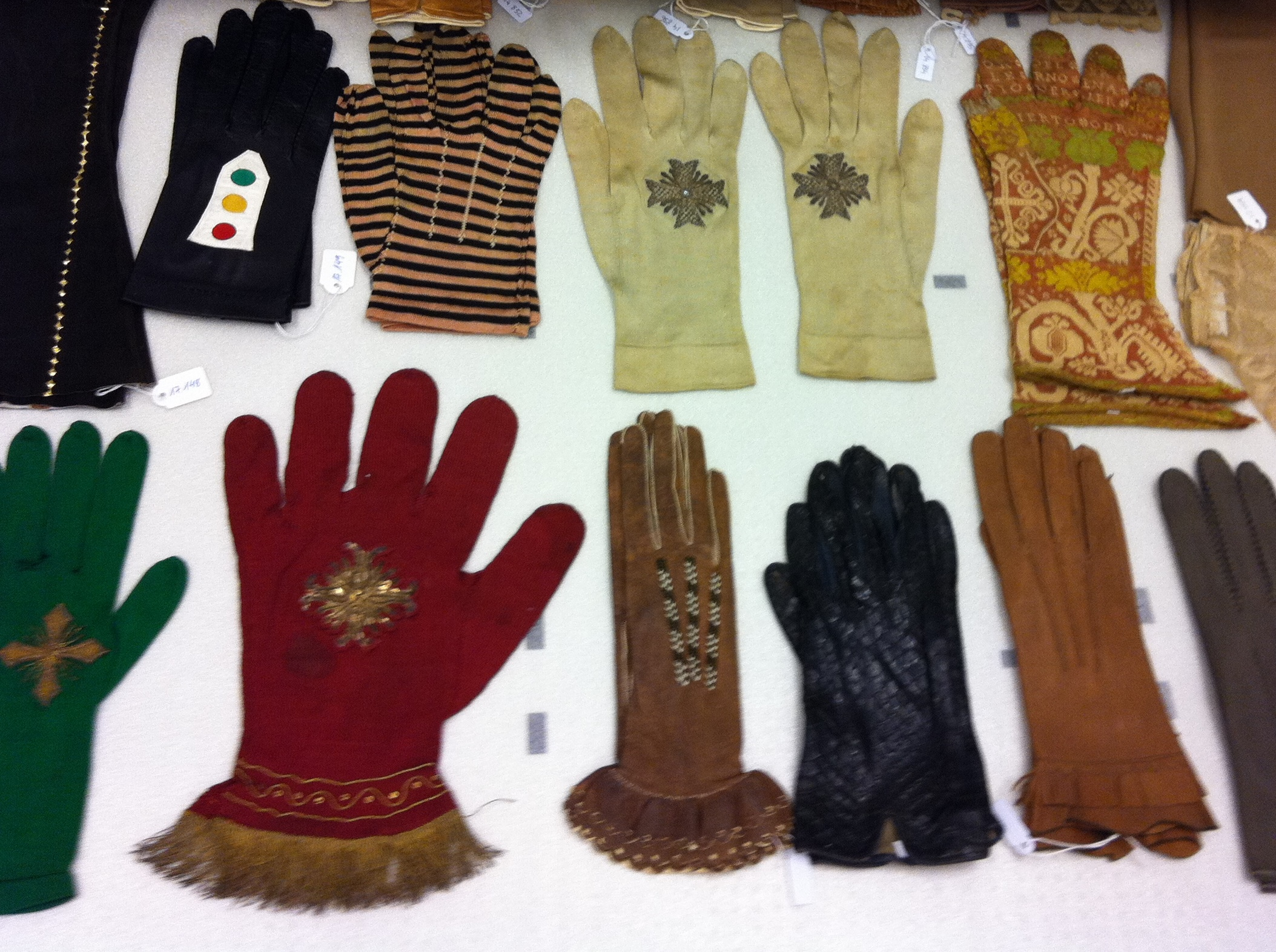
Một số loại găng tay (bộ sưu tầm bảo tàng)

Găng tay, còn gọi là găng (bắt nguồn từ từ tiếng Pháp gant /ɡɑ̃/), bao tay, tất tay, là vật bao bọc toàn bộ bàn tay được đeo vào tay để bảo vệ bàn tay. Găng tay thường có vỏ bọc hoặc lỗ hở riêng biệt cho từng ngón tay và ngón cái.
Nếu có lỗ hở nhưng không có (hoặc ngắn) bao bọc cho mỗi ngón tay thì chúng được gọi là găng tay cụt ngón . Đôi khi găng tay cụt ngón có một lỗ nhỏ thay vì một lỗ riêng lẻ cho từng ngón tay được gọi là gauntlet, mặc dù gauntlet không nhất thiết phải không có ngón.
Găng tay bao phủ toàn bộ bàn tay hoặc nắm tay nhưng không có lỗ hở ngón tay hoặc lớp bọc riêng được gọi là mitten. Mitten ấm hơn các kiểu găng tay khác làm cùng chất liệu vì các ngón tay được giữ ấm tốt hơn khi chúng tiếp xúc với nhau; giảm diện tích bề mặt làm giảm sự mất nhiệt.
Một sự kết hợp giữa găng tay và mitten có các vỏ bọc hở cho bốn ngón tay (như trong găng tay không ngón, trừ ngón cái) và một ngăn bổ sung bao bọc bốn ngón tay còn lại. Ngăn này có thể được nhấc ra khỏi các ngón tay và gập lại để cho phép các ngón tay di chuyển và tiếp cận dễ dàng trong khi bàn tay vẫn được phủ kín. Thiết kế thông thường dành cho khoang găng tay chỉ được khâu vào mặt sau của găng tay cụt ngón, cho phép lật nó lên (thường được giữ lại bằng khóa dán hoặc nút) để biến trang phục từ găng tay hở ngón thành găng tay. Những găng tay lai này được gọi là mitten chuyển đổi hoặc glitten, là sự kết hợp của "găng tay" và "mitten".
Găng tay bảo vệ và tạo sự thoải mái cho bàn tay trước cái lạnh hoặc cái nóng, để tay khỏi bị hư hại do ma sát, mài mòn hoặc hóa chất, và bệnh tật; hoặc ngược lại, nhằm để bảo vệ những gì tay không không được chạm vào. Găng tay bằng cao su, cao su nitrile hoặc nhựa vinyl thường được các chuyên gia chăm sóc sức khỏe đeo như các biện pháp bảo vệ vệ sinh và ô nhiễm. Các nhân viên cảnh sát thường đeo găng để làm việc tại hiện trường vụ án để ngăn chặn việc tiêu hủy bằng chứng tại hiện trường. Nhiều tên tội phạm đeo găng tay để tránh để lại dấu vân tay, điều này khiến việc điều tra tội phạm trở nên khó khăn hơn. Tuy nhiên, bản thân găng tay cũng có thể để lại những dấu vân tay độc đáo như dấu vân tay của con người. Sau khi thu thập các bản in găng tay, cơ quan thực thi pháp luật có thể ghép chúng với găng tay mà họ đã thu thập để làm bằng chứng. Ở nhiều khu vực pháp lý, hành vi tự đeo găng tay khi phạm tội có thể bị truy tố như một ý định phạm tội.
Găng tay cụt ngón rất hữu ích khi đòi hỏi sự khéo léo mà găng tay thường làm hạn chế. Những người hút thuốc lá và những người chơi organ nhà thờ thường sử dụng găng tay cụt ngón. Một số găng tay bao gồm một chiếc gauntlet dài đến tận cánh tay. Găng tay đi xe đạp cho các cuộc đua đường trường hoặc đi tour thường không có ngón. Những người chơi guitar thường sử dụng găng tay cụt ngón trong những trường hợp quá lạnh để chơi guitar với bàn tay không bị che.
Găng tay được làm từ các vật liệu bao gồm vải, len dệt kim hoặc nỉ, da, cao su, latex, neoprene, lụa và kim loại. Găng tay kevlar bảo vệ người mặc khỏi bị chém. Găng tay và gautlet là những thành phần không thể thiếu của bộ quần áo áp lực và bộ đồ vũ trụ như bộ đồ Apollo/Skylab A7L mà được các nhà du hành mặc trên Mặt Trăng. Găng tay vũ trụ kết hợp độ bền và khả năng bảo vệ môi trường với mức độ nhạy cảm và linh hoạt.

## Các loại găng tay

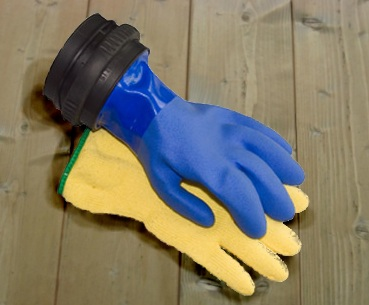
Găng tay lặn

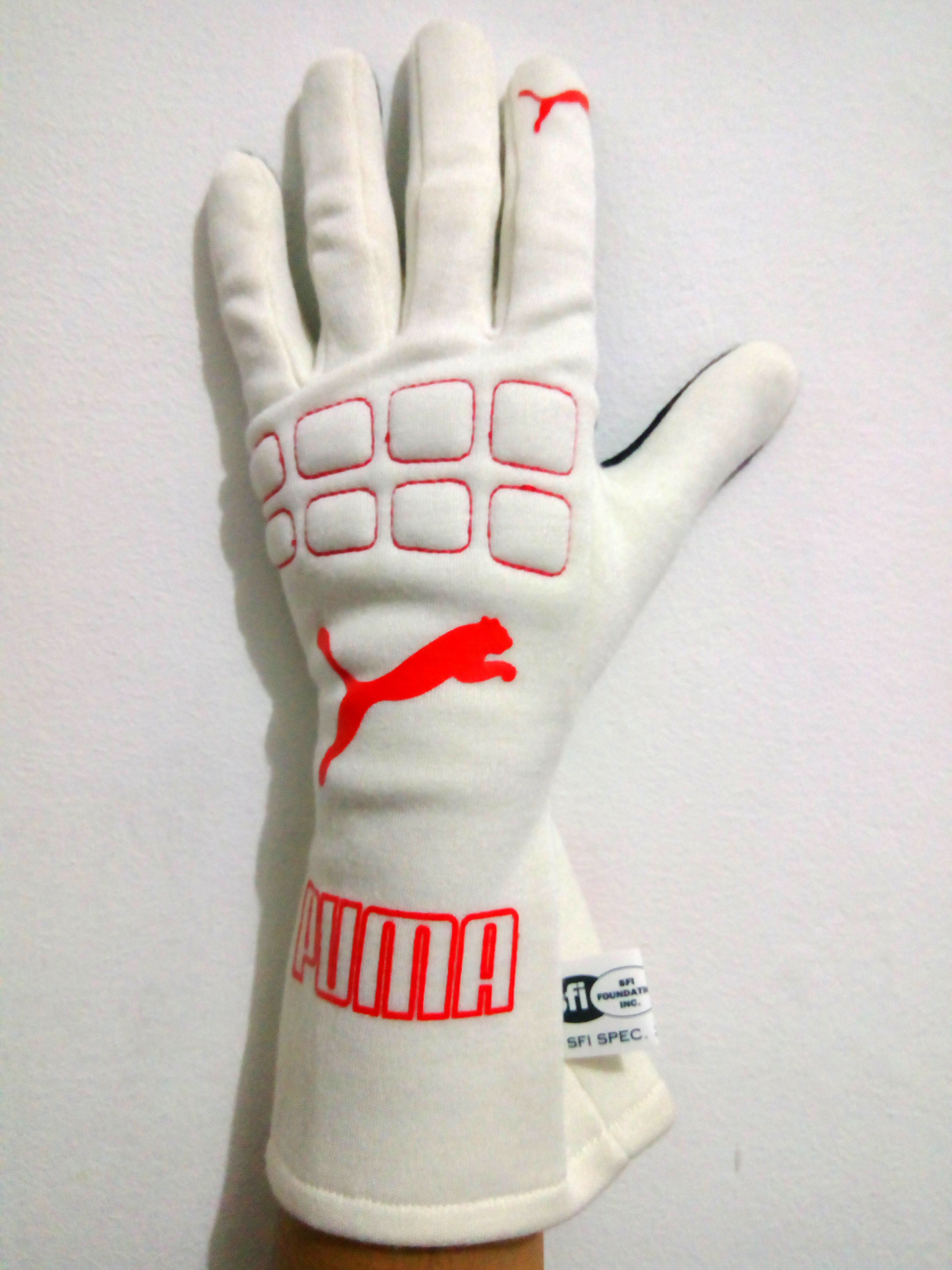
Găng tay đua xe

### Thương mại và công nghiệp
- Găng tay phi hành đoàn hay găng tay phi công: chống lửa, chịu nước
- Găng tay chống rung
- Găng tay chống tĩnh điện
- Găng tay thép chống cắt
- Găng tay chống hóa chất
- Găng tay xử lý dây kẽm gai
- Găng tay cao su
- Găng tay y tế: dùng trong y khoa
- Găng tay quân đội hay Găng tay tự vệ
- Găng tay làm vườn

### Thể thao
- Găng tay bắn cung
- Găng tay thể thao bi-a
- Găng tay đấu kiếm glove
- Găng tay thủ môn (trong bóng đá)
- Găng tay lặn
- Găng tay trượt tuyết
- Găng tay cử tạ